# Leonard Read
Leonard E. Read (ur. 26 września 1898; zm. 14 maja 1983) – amerykański przedsiębiorca i ekonomista.
W roku 1946 założył Foundation for Economic Education (Fundacja na rzecz Edukacji Ekonomicznej), uważaną za pierwszy libertariański think tank w Stanach Zjednoczonych. Przez wiele lat związany był z United States Chamber of Commerce (Amerykańska Izba Handlowa), największą na świecie organizacją biznesową tego typu.